# Methylmalonzuur
Methylmalonzuur is een chemische verbinding uit de groep van dicarbonzuren. Het bestaat uit de basisstructuur van malonzuur en bevat ook een methylgroep. De zouten van methylmalonzuur worden methylmalonaten genoemd. 

## Metabolisme

Propionaatmetabolismepad met methylmalonzuur als bijproduct

Methylmalonzuur is een bijproduct van het propionaatmetabolismepad. De beginbronnen hiervoor zijn de volgende met tussen haakjes de respectievelijke geschatte bijdragen aan het propionaatmetabolisme van het hele lichaam:
- essentiële aminozuren: methionine, valine, threonine en isoleucine[3] (~ 50%)[2]
- oneven-keten vetzuren[3] (~ 30%)[2]
- propionzuur van bacteriële fermentatie[3] (~ 20%)[2]
- cholesterol zijketen[3]
- thymine[4]

Het propionaatderivaat, propionyl-CoA, wordt omgezet in D-methylmalonyl-CoA door propionyl-CoA carboxylase en vervolgens omgezet in L-methylmalonyl-CoA door methylmalonyl-CoA epimerase. Toetreding tot de citroenzuurcyclus gebeurt door de omzetting van L-methylmalonyl-CoA in succinyl-CoA door L-methylmalonyl-CoA mutase, waarbij vitamine B12 in de vorm van adenosylcobalamine nodig is als co-enzym. Deze afbraakroute van propionyl-CoA naar succinyl-CoA vertegenwoordigt een van de belangrijkste anaplerotische routes van de citroenzuurcyclus. Methylmalonzuur wordt gevormd als een bijproduct van deze metabolische route wanneer D-methylmalonyl-CoA wordt gesplitst in methylmalonzuur en CoA door D-methylmalonyl-CoA hydrolase. Het enzym acyl-CoA synthetase familielid 3 (acyl-CoA synthetase family member 3, ACSF3) is op zijn beurt verantwoordelijk voor de omzetting van methylmalonzuur en CoA in methylmalonyl-CoA.

## Klinische relevantie

### Vitamine B12-tekort
Verhoogde methylmalonzuurspiegels kunnen wijzen op een vitamine B12-tekort. Het is echter gevoelig (mensen met een tekort testen bijna altijd positief) maar niet specifiek (bij mensen zonder vitamine B12-tekort kunnen verhoogde methylmalonzuurspiegels worden gevonden). Methylmalonzuur is verhoogd bij 90-98% van de patiënten met een B12-tekort. De specificiteit is lager omdat 20-25% van de patiënten ouder dan 70 verhoogde methylmalonzuurspiegels heeft, maar 25-33% van hen geen B12-tekort heeft. Om deze reden wordt de methylmalonzuurtest niet routinematig aanbevolen bij ouderen.

### Metabole ziekten
Verhoogde methylmalonzuurspiegels kunnen ook worden veroorzaakt door methylmalonzuurauriën.
Als verhoogde methylmalonzuurspiegels gepaard gaan met verhoogde malonzuurspiegels, kan dit wijzen op de stofwisselingsziekte gecombineerde malon- en methylmalonacidurie (CMAMMA). Door de verhouding malonzuur/methylmalonzuur in het bloedplasma te berekenen, kan CMAMMA worden onderscheiden van klassieke methylmalonzuuraurie.

### Kanker
Bovendien is de accumulatie van methylmalonzuur in het bloed met de leeftijd in verband gebracht met de progressie van tumoren in 2020.

### Bacteriële overgroei in de dunne darm
Bacteriële overgroei in de dunne darm kan ook leiden tot verhoogde niveaus van methylmalonzuur door de concurrentie van bacteriën in het absorptieproces van vitamine B12. Dit geldt voor vitamine B12 uit voedsel en orale suppletie en kan worden omzeild door vitamine B12 injecties. Op basis van casestudies van patiënten met het korte darmsyndroom wordt ook verondersteld dat overgroei van darmbacteriën leidt tot een verhoogde productie van propionzuur, een voorloper van methylmalonzuur. Er is aangetoond dat in deze gevallen de methylmalonzuurspiegels weer normaal werden door toediening van metronidazol.

## Meting
Methylmalonzuurconcentraties in het bloed worden gemeten met gaschromatografische massaspectrometrie of vloeistofchromatografie-massaspectrometrie (LC-MS) en de verwachte waarden van methylmalonzuur bij gezonde mensen liggen tussen 73 en 271 nmol/L.